# Sputnik (persagentschap)

Logo

Sputnik is een internationale multimediale nieuwsdienst die op 10 november 2014 opgericht werd door Rossija Segodnja, het persbureau van de Russische Federatie. Sputnik vervangt het persagentschap RIA Novosti en Voice of Russia. 
Radio Sputnik is het audiovehikel van het platform en zendt in vele talen uit op zowel FM, digitale DAB/DAB+, HD Radio als op mobiele telefoons en het internet.
Spoetnik werd in februari 2022 verboden in de Europese Unie na de Russische invasie van Oekraïne. Grote technologiebedrijven en socialemediadiensten reageerden op de invasie door Spoetnik van hun platforms te verwijderen.